# Terror arte
El terror arte o terror artístico (del inglés art horror o arthouse horror, a veces llamado terror elevado)  es un subgénero tanto del cine de terror como del cine arte. El subgénero explora y experimenta con los usos artísticos del terror.

## Características
Las películas de terror arte tienden a apoyarse en la creación de atmósfera, el desarrollo psicológico de los personajes, estilos cinemáticos y temas filosóficos para lograr efectos emocionales, en lugar de enfocarse en simples sustos repentinos.
Se ha descrito a las películas terror arte como «un fascinante producto de la colisión entre arte y comercio, entre convención de género y visión personal». En términos históricos, el subgénero se relaciona vagamente con el terror japonés y con el giallo italiano. En la década de 2000, el movimiento de películas transgresivas del «nuevo extremismo francés» fue llamado un movimiento de cine de terror arte.
Si bien comentaristas han sugerido que a lo largo de varias décadas algunas películas de terror ejemplificaban cualidades que son aplicables a la de «terror arte», el término empezó a usarse de manera más amplia en la década de 2010, y su popularización se le atribuye a la compañía cinematográfica independiente A24. El término de «terror elevado» fue empleado por primera vez a comienzos de la década de 2010 y, a partir de entonces se ha convertido en un objeto de crítica y debate entre críticos de cine a medida que su uso se ha generalizado.
En su libro Art-Horror de 2023, Adrian Gmelch ha identificado cuatro  aspectos que pueden servir como orientación para una definición del terror arte (sin pretender presentar una definición universal): (a) impronta histórica y artística de cine, (b) el terror como un vehículo de mensaje, (c) motivos y elementos estilísticos recurrentes, e (d) identidades visuales y estéticas únicas.

## Películas de terror arte notables

### SigloXX
- El gabinete del doctor Caligari (Robert Wiene, 1920)[10]
- Häxan (Benjamin Christensen, 1922)[11]
- Nosferatu (F.W. Murnau, 1922)[10][11]
- The Lodger: A Story of the London Fog (Alfred Hitchcock, 1927)[12]
- M (Fritz Lang, 1931)[12]
- Vampyr (Carl Theodor Dreyer, 1932)[13][11]
- La novia de Frankenstein (James Whale, 1935)[10]
- Cat People (Jacques Tourneur, 1942)[13]
- The Leopard Man (Jacques Tourneur, 1943)
- I Walked with a Zombie (Jacques Tourneur, 1943)[13]
- La máscara del demonio (Mario Bava, 1960)[10]
- Les yeux sans visage (Georges Franju, 1960)[10][11]
- Psycho (Alfred Hitchcock, 1960)[10]
- The Innocents (Jack Clayton, 1961)[10]
- Carnival of Souls (Herk Harvey, 1962)[10][11]
- Seis mujeres para el asesino (Mario Bava, 1964)[10]
- Kwaidan (Masaki Kobayashi, 1965)[10]
- Repulsión (Roman Polanski, 1965)[10]
- Hour of the Wolf (Ingmar Bergman, 1968)[10]
- Night of the Living Dead (George A. Romero, 1968)
- Rosemary's Baby (Roman Polanski, 1968)[14]
- Images (Robert Altman, 1972)
- Don't Look Now (Nicloas Roeg, 1973)[10]
- Flesh for Frankenstein (Paul Morrissey, 1973)[11]
- Ganja & Hess (Bill Gunn, 1973)[15]
- Sisters (Brian De Palma, 1973)[12][11]
- Blood for Dracula (Paul Morrissey, 1974)[11]
- Picnic at Hanging Rock (Peter Weir, 1975)[11]
- Eraserhead (David Lynch, 1977)[10][11]
- Noche de estreno (John Cassavetes, 1977)[16]
- Suspiria (Dario Argento, 1977)[10][11]
- Hausu (Nobuhiko Obayashi, 1977)[10][11]
- The Brood (David Cronenberg, 1979)[12][11]
- The Driller Killer (Abel Ferrara, 1979)[17][18]
- Fukushū Suru wa Ware ni Ari (Shōhei Imamura, 1979)[12]
- Nosferatu: Phantom der Nacht (Werner Herzog, 1979)[19]
- The Shining (Stanley Kubrick, 1980)[10]
- Possession (Andrzej Zulawski, 1981)
- Videodrome (David Cronenberg, 1983)[20]
- El ansia (Tony Scott, 1983) [21][22]
- Wicked City (Yoshiaki Kawajiri, 1987)[23]
- Spoorloos (George Sluizer, 1988)[12][11]
- Santa sangre (Alejandro Jodorowsky)[24]
- Jacob's Ladder (Adrian Lyne, 1990)[25]
- Twin Peaks: Fire Walk with Me (David Lynch, 1992)[12]
- La invención de Cronos (Guillermo del Toro, 1993)[12][11]
- Safe (Todd Haynes, 1995)[26]
- The Addiction (Abel Ferrara)
- Funny Games (Michael Haneke, 1997)[12]
- Perfect Blue (Satoshi Kon, 1997)[27]
- Audition (Takashi Miike, 1999)

### SigloXXI
- El espinazo del diablo (Guillermo del Toro, 2001)[28]
- Donnie Darko (Richard Kelly, 2001)
- Mulholland Drive (David Lynch, 2001)
- Trouble Every Day (Claire Denis, 2001)
- Haute tension (Alexandre Aja, 2003)
- Inland Empire (David Lynch, 2006)[29]
- El laberinto del fauno (Guillermo del Toro, 2006)
- Frontière(s) (Xavier Gens, 2007)
- Mártires (Pascal Laugier, 2008)
- Låt den rätte komma in (Tomas Alfredson, 2008)[30]
- Coraline (Henry Selick, 2009)[31]
- Antichrist (Lars von Trier, 2009)[32]
- Black Swan (Darren Aronofsky, 2010)[33]
- Beyond the Black Rainbow (Panos Cosmatos, 2010)[34]
- A Field in England, (Ben Wheatley, 2013)
- Under the Skin (Jonathan Glazer, 2013)[35]
- Only Lovers Left Alive (Jim Jarmusch, 2013)
- Enemy (Denis Villeneuve, 2013)
- The Babadook (Jennifer Kent, 2014)[36]
- Ich seh, Ich seh (Veronika Franz y Severin Fiala, 2014)
- It Follows (David Robert Mitchell), 2014)[37]
- Evolución (Lucile Hadžihalilović, 2015)
- Córki dancingu (Agnieszka Smoczyńska, 2015)
- La bruja (Robert Eggers, 2015)[38]
- The Neon Demon (Nicholas Winding Refn, 2016)[35]
- Shin Godzilla (Hideaki Anno, 2016)[39]
- Grave (Julia Ducournau, 2016)[40]
- Kizumonogatari (Tatsuya Oishi, 2016)[41]
- Mother! (Darren Aronofsky, 2017)[35]
- Get Out (Jordan Peele, 2017)[42]
- It Comes at Night (Trey Edward Shults, 2017)[43]
- The Killing of a Sacred Deer (Yorgos Lanthimos, 2017)[44]
- One Cut of the Dead (Shin'ichirō Ueda, 2017)[45]
- Hereditary (Ari Aster, 2018)[46]
- A Quiet Place (John Krasinski, 2018)
- Aniquilación (Alex Garland, 2018)[47]
- Climax (Gaspar Noé, 2018)[48]
- La casa de Jack (Lars von Trier, 2018)[49]
- Possum (Matthew Holness, 2018)[50]
- Suspiria (Luca Guadagnino, 2018)[51]
- Mandy (Panos Cosmatos, 2018)[52]
- La casa lobo ( Cristobal León & Joaquín Cociña, 2018)[53]
- Nosotros (Jordan Peele, 2019)[54]
- Midsommar (Ari Aster, 2019)[38][55]
- El faro (Robert Eggers, 2019)[31]
- Saint Maud (Rose Glass, 2019)
- Roh (Emir Ezwan, 2019)[56]
- Relic (Natalie Erika James, 2020)
- Friend of the World (Brian Patrick Butler, 2020)[57]
- Hinter den Augen die Dämmerung (Kevin Kopacka, 2021)[58]
- Lamb (Valdimar Jóhannsson, 2021)[59]
- We're All Going to the World's Fair (Jane Schoenbrun, 2021)[60]
- Titane (Julia Ducournau, 2021)[61]
- ¡Nop! (Jordan Peele, 2022)[62]
- El menú (Mark Mylod, 2022)[63]
- Men (Alex Garland, 2022)[64]
- Skinamarink (Kyle Edward Ball, 2022)[65]
- Háblame (RackaRacka, 2022)[66]
- Beau tiene miedo (Ari Aster, 2023)[67]
- I Saw the TV Glow (Jane Schoenbrun, 2024)[68]
- La sustancia (Coralie Fargeat, 2024)[69]
- Longlegs (Oz Perkins, 2024)[70]
- Heretic (Scott Beck and Bryan Woods, 2024)[71]
- Nosferatu (Robert Eggers, 2024)[72]

## Directores y directoras notables
- Alexandre Aja[4]
- Joko Anwar[73][74]
- Dario Argento[13][11][75]
- Ari Aster[9][9][55]
- Mario Bava[13]
- Ingmar Bergman[75]
- Panos Cosmatos[34]
- David Cronenberg[12][29][75]
- Brian de Palma[75]
- Guillermo del Toro[12][10][75]
- Claire Denis[75]
- Julia Ducournau[40]
- Robert Eggers[38][9][76]
- Abel Ferrara[77]
- Georges Franju[11]
- Michael Haneke[12]
- Herk Harvey[12][75]
- Werner Herzog[3]
- Alfred Hitchcock[10][12]
- Richard Kelly[75]
- Stanley Kubrick[13]
- David Lynch[75][11]
- Takashi Miike[3]
- Paul Morrissey[75]
- Jordan Peele[78]
- Oz Perkins[9]
- Roman Polanski[10][14]
- Nicholas Roeg[79]
- George A. Romero[75]
- Jacques Tourneur[3]
- Marina de Van[4]
- Lars von Trier[80][75]
- Peter Weir[75]